# 左翼社会革命党
左翼社会革命党（俄语：Партия левых социалистов-революционеров）是1917年俄國革命期间，社会革命党内的左派成立的革命社会主义政党。
1917年，社会革命党在面对是否支持二月革命后建立的俄国临时政府的问题上发生分裂，小部分反对临时政府的社会革命党支持布尔什维克和共产主义革命，后形成左派社会革命党。
十月革命后在1918年1月底召开的第三次全俄罗斯苏维埃代表大会上与布尔什维克开始联合执政，担任了粮食、司法、邮电人民委员。其主要领导人为玛丽亚·斯皮里多诺娃。左派社会革命党在俄国革命早期有重要影响力，契卡中有许多成员都为左翼社会革命党成员。1918年3月15日，左派社会革命党反对签订《布列斯特和约》，宣布退出联合政府。
1918年7月召开的全俄第五次苏维埃代表大会上，共有代表1132名，其中布尔什维克754名，左翼社会革命党352名。会上左派社会革命党公开鼓吹造反，斯皮里多诺娃公开鼓吹恐怖行动，说她本人带来了手枪和炸弹对付布尔什维克。次日（7月6日）左派社会革命党成员、契卡成员雅科夫·布朗金用炸弹炸死了德国驻苏俄大使威尔海姆·冯·米尔巴赫，企图挑起对德战争，继而在莫斯科三圣巷爆发了左翼社会革命党起义，随后左派社会革命党被镇压，没有参加暴动的左派社会革命党人多数在1918年11月加入布尔什维克党。

#### 左翼社会革命党的组织

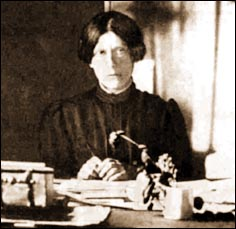
瑪麗亞·斯皮里多諾娃，革命偶像和新左翼社會革命黨的象徵

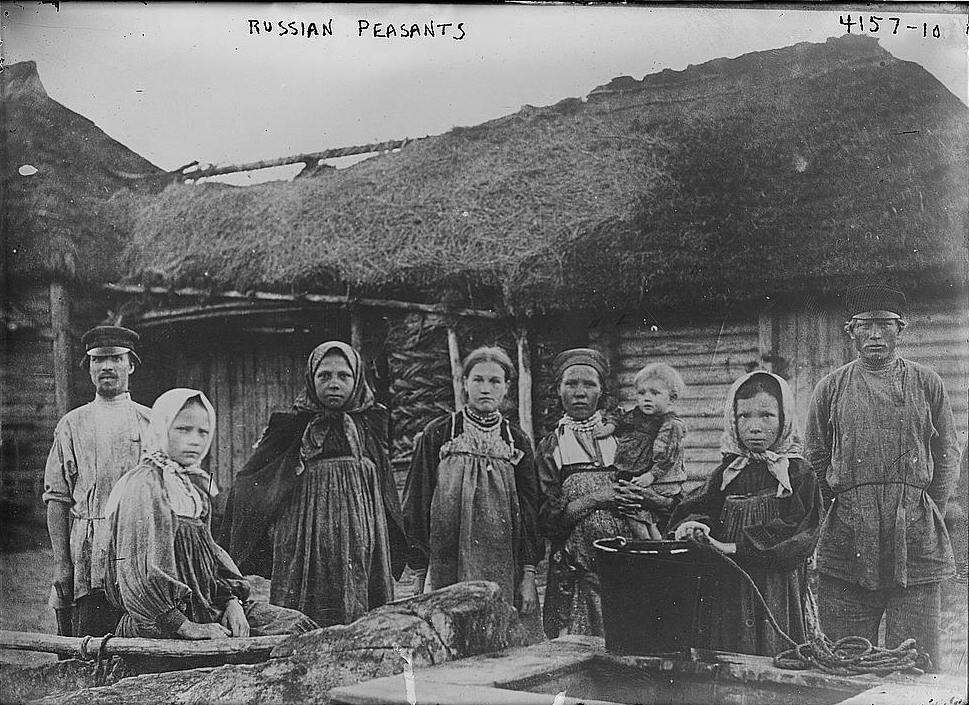
俄羅斯農民，左翼社會革命黨自稱是民粹派的主要代表和唯一捍衛者，反對溫和的社會革命黨的消極態度。他們在1918年頭幾個月領導的改革給予了政府在農村的大力支持

#### 布列斯特和约与全俄苏维埃第四次代表大会

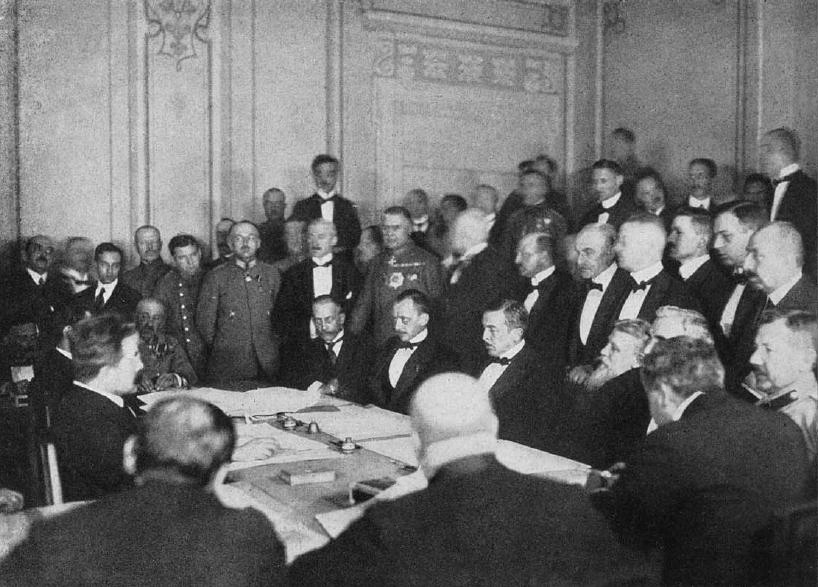
在布列斯特-立陶夫斯克與同盟國的談判。左翼社會革命黨反對帝國主義列強施加的條件，拒絕和平條約並退出與布爾什維克的聯合政府

### 全俄苏维埃第五次代表大會和起義

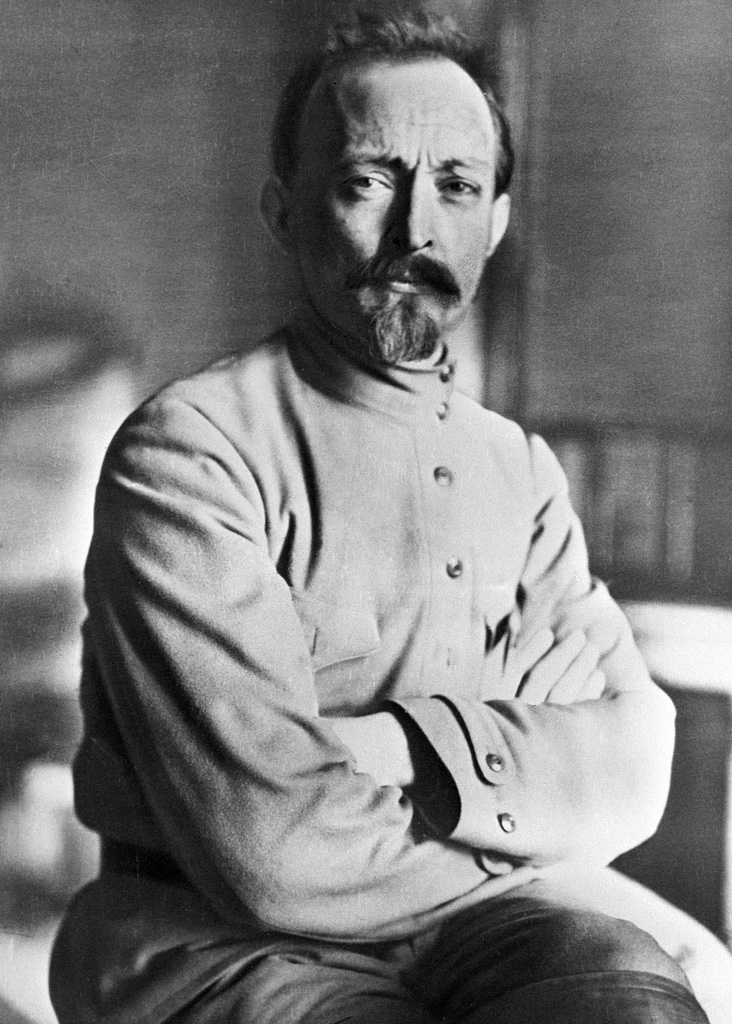
費利克斯·捷爾任斯基的全俄肅清反革命及怠工非常委員會，負責逮捕那些在左翼社會革命黨起義期間謀殺德國大使的人

## 历史

### 分裂与崩溃
1918年8月18日，以格里戈里·扎克斯为首的反对刺杀米尔巴赫以及起义的民粹派共产主义者退出了左翼社会革命党，8月21日发表了纲领性宣言，并在9月召开代表会议，正式成为独立的民粹派共产党。该党约有3000名党员，在全俄中央执行委员会获得了7个席位。民粹派共产党人支持布尔什维克与苏维埃政府的政策和措施。11月6日召开的民粹派共产党第二次代表大会决定解散该党，党员加入布尔什维克。11月12日，该党机关报《劳动公社旗帜》刊载了这一决定。
1918年9月25日至28日，在左翼社会革命党薩拉托夫党组织的呼吁下，反对起义并主张与布尔什维克合作的团体组建了革命共产主义党，但在11月，党的部分领导人离开并加入了布尔什维克。至1920年9月22日，革命共产主义党第六次代表大会决定解散该党并加入布尔什维克。

## 思想
1918年9月至10月的第四次党代表大会后，左翼社会革命党人的政治和经济纲领转向接近无政府主义和革命工团主义的立场。他们认为，工业企业应由劳动集体自治，联合成一个共同的生产联合会。消费必须通过合作社联盟——地方自治的消费者协会，联合在一个共同的联盟中来组织。经济生活应该由这两个协会的共同组织，为此有必要设立从生产和消费者组织中选举产生的特别经济委员会。政治和军事权力应该集中在由劳动人民按领土选举产生的政治委员会手中。